# Biberbach (Donau)
Der Biberbach ist ein linker Nebenfluss der Donau im Landkreis Biberach in Baden-Württemberg.

## Biberquelle

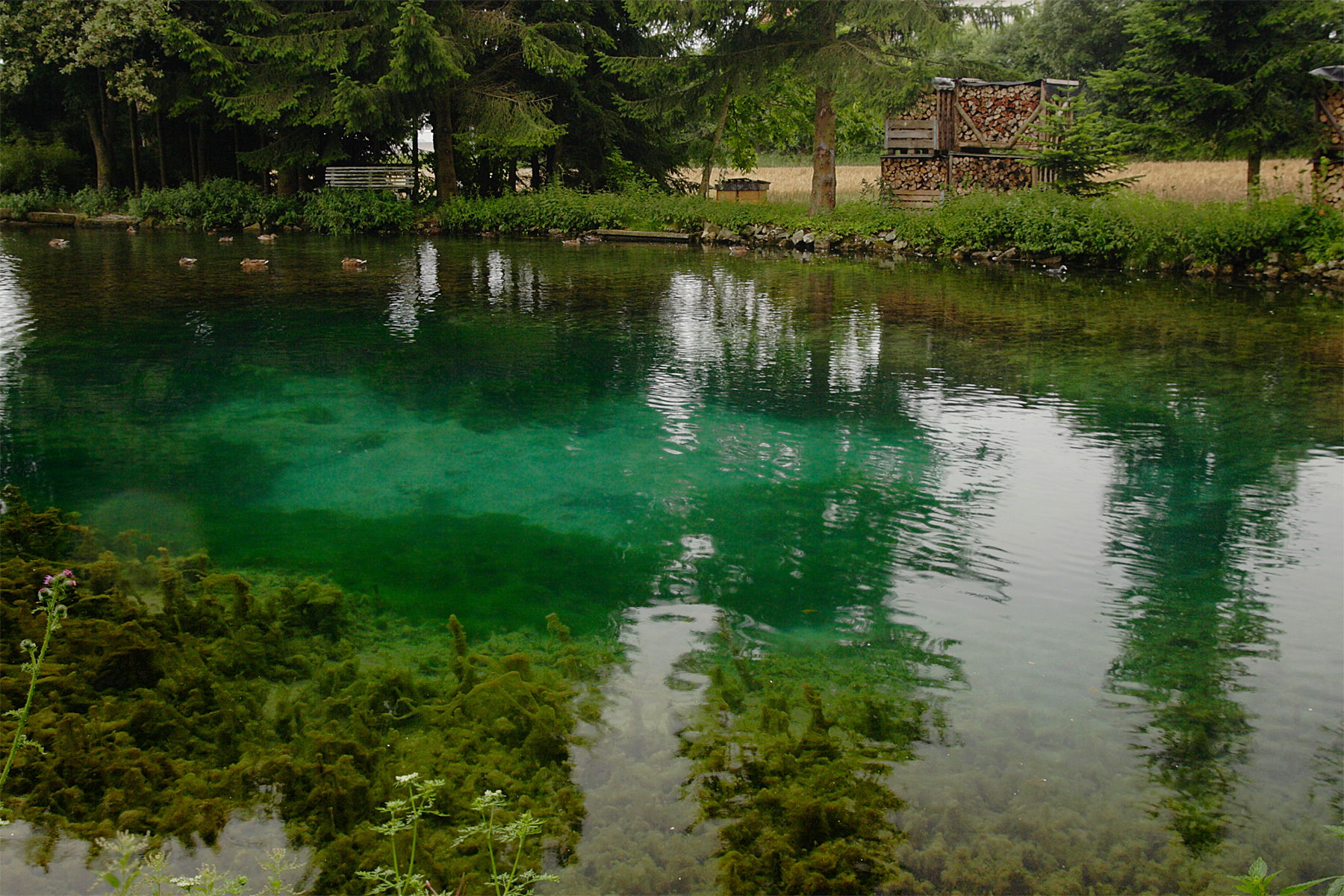
Der Quelltopf der Biberquelle

Am nordwestlichen Ortsrand von Langenenslingen entspringt der Biberbach in einer Karstquelle. Der bläulich schimmernde Quelltopf ist in Privatbesitz der Oberen Mühle. Er hat einen Durchmesser von ca. 20 m. Das Wasser stammt aus dem Niveau der Zementmergel des Weißjura. Das artesische Grundwasser tritt mit einer Schüttung von 80 l/s bis 560 l/s zu Tage. Die Schüttung reichte aus, um mindestens seit dem 13. Jahrhundert eine Mühle zu betreiben. Heute dient die Quelle der privaten Stromerzeugung.

## Verlauf
Schon in Langenenslingen bekommt der Biberbach den ersten Zufluss durch den Karstbach Langwatte, welche von Westen herkommend in Ausläufern der Schwäbischen Alb entsteht. Seiner östlichen Hauptfließrichtung folgend, durchquert der Bach nun den Ortsteil Andelfingen und erhält weiteren Zulauf durch den Soppenbach mit dem Holzbach. Zwischen Andelfingen und Altheim stößt der dritte Zufluss, der Altbach, von Norden herkommend hinzu. In Altheim knickt der Biberbach nach Süden ab, um dann in einem Bogen nach Norden von links in die Donau zu münden, 9,1 km unterhalb seiner Quelle.